# Ковалёв, Андрей Ефимович
Андре́й Ефи́мович Ковалёв (1915 — 1991) — советский дипломат. Чрезвычайный и полномочный посол.

## Биография
Член ВКП(б). На дипломатической работе с 1946 года.
- В 1946—1949 годах — сотрудник аппарата политического советника советской части Союзнической комиссии по Австрии.
- В 1949—1951 годах — заместитель политического представителя СССР при правительстве Австрии.
- В 1951—1961 годах — сотрудник центрального аппарата МИД СССР.
- В 1961—1965 годах — заведующий Отделом Скандинавских стран МИД СССР.
- С 23 января 1965 по 25 июня 1970 года — чрезвычайный и полномочный посол СССР в Финляндии.
- В 1970—1975 годах — на ответственной работе в центральном аппарате МИД СССР.